# Капелльбрюке
Капелльбрюке (нім. Kapellbrücke — «міст Каплиці») — міст у швейцарському місті Люцерні на річці Рейс. Найстаріший дерев'яний критий міст в Європі, й одна з головних пам'яток Швейцарії та символ міста Люцерн.

## Опис
Довжина моста становить 204,70 м. 
Складовою мосту є восьмигранна вежа Вассертурм (нім. Wasserturm — водонапірна вежа, «Водна вежа»), яка примикає до мосту, заввишки 43 м, збудована з цегли. Сьогодні вежа, складова міського муру, використовується як зал гільдії асоціації артилерії. Вежа і міст — торгова марка Люцерна, і є найбільш фотографованою пам'яткою в країні.
На фронтоні критого мосту розміщуються 111 трикутних картин, які розповідають про найважливіші моменти в історії Швейцарії.

## З історії пам'ятки
Капелльбрюке був побудований в 1365 році і, таким чином, є найстарішим дерев'яним мостом в Європі. Спочатку міст будувався як оборонний коридор у складі міських укріплень і з'єднував розділені річкою Рейс стару і нову частини міста. 
Всередині мосту розташована побудована ще до зведення мосту Водна вежа, в 1300 році. Вежа правила за сторожову башту, в'язницю й катівню. У теперішній час у Вассертурмі розміщується сувенірна крамниця і місцева артилерійська спілка.
Капелльбрюке сильно потерпів у результаті пожежі, яка спалахнула 18 серпня 1993 року — за припущеннями, від непогашеної цигарки. Більша частина мосту тоді була зруйнована, загинуло 78 із 111 картин. Вежа Вассертурм у пожежі не ушкоджена. Міст і частина картин були відновлені за збереженим інвентарним описом. Для відвідання загалом Капелльбрюке відкрився наново 14 квітня 1994 року.